# Novo Horizonte (kommun i Brasilien, Santa Catarina)
Novo Horizonte är en kommun i Brasilien.   Den ligger i delstaten Santa Catarina, i den södra delen av landet, 1 300 km söder om huvudstaden Brasília. Antalet invånare är 2 750.
I omgivningarna runt Novo Horizonte växer huvudsakligen savannskog. Runt Novo Horizonte är det glesbefolkat, med 18 invånare per kvadratkilometer.